# Partito del Rinnovamento Sociale (Angola)
Il Partito del Rinnovamento Sociale (in portoghese: Partido de Renovação Social) è un partito politico angolano. È stato fondato il 18 novembre 1990.

## Risultati elettorali
| Elezione          | Voti    | Seggi   |
| ----------------- | ------- | ------- |
| Generali 1992     | 89 875  | 6 / 220 |
| Parlamentari 2008 | 204 746 | 8 / 220 |
| Parlamentari 2012 | 98 233  | 3 / 220 |
| Parlamentari 2017 | 92 222  | 2 / 220 |